# Paulo Cezar Costa
Paulo Cezar Costa  (nacido el 20 de julio de 1967) es un prelado brasileño de la Iglesia Católica que ha sido Arzobispo Metropolitano de Brasilia desde diciembre de 2020.  Es obispo desde 2010 y se desempeñó como obispo de São Carlos de 2016 a 2020.

## Biografía
Paulo Cezar Costa nació el 20 de julio de 1967 en Valença, Brasil.  Completó sus estudios de filosofía en el Seminario Nossa Senhora do Amor Divino de Petrópolis y sus estudios de teología en el Instituto Superior de Teología de la Arquidiócesis de Río de Janeiro.  Luego estudió en la Pontificia Universidad Gregoriana de Roma de 1996 a 2001, obteniendo una licenciatura y un doctorado en teología dogmática.  Fue ordenado sacerdote de la Diócesis de Valença el 5 de diciembre de 1992. 
Trabajó como vicario parroquial en Paraíba do Sul en 1993; párroco de la Parroquia de São Sebastião dos Ferreiros en Vassouras de 1994 a 1996; párroco de la Parroquia de Santa Rosa de Lima en Valença de 2001 a 2006; director y profesor del Departamento de Teología de la Pontificia Universidad Católica de Río de Janeiro (PUC-Rio) de 2007 a 2010; y rector del Seminario Interdiocesano Paulo VI y director del Instituto de Filosofía y Teología Paulo VI en Nova Iguaçu de 2006 a 2010. 

## Episcopado

### Obispo auxiliar de San Sebastián de Río de Janeiro
El 24 de noviembre de 2010, el Papa Benedicto XVI lo nombró Obispo titular de Oescus y Obispo Auxiliar de la Arquidiócesis de San Sebastián de Río de Janeiro.
Recibió su consagración episcopal el 5 de febrero de 2011.  Fue nombrado miembro de la Comisión para la Doctrina de la Fe de la Conferencia Episcopal Brasileña en junio de ese año.  Fue vicario general de la Arquidiócesis y dirigió el Vicariato Suburbano mientras desempeñaba varios cargos administrativos; fue miembro del Consejo Universitario de la PUC-Rio y de la Fundação Mantenedora Padre Anchieta; y enseñó en el Seminario Arquidiocesano y en la PUC-Rio.

### Obispo de São Carlos en Brasil
El 22 de junio de 2016, el Papa Francisco lo nombró VII Obispo de la Diócesis de São Carlos en Brasil.  Fue instalado allí el 6 de agosto.  Fue nombrado miembro de la Comisión Pontificia para América Latina el 20 de abril de 2020.
El 28 de abril de 2020 fue nombrado miembro del Pontificio Consejo para la Promoción de la Unidad de los Cristianos  ad quinquennium.

### Arzobispo de Brasilia
El 21 de octubre de 2020 el Papa Francisco lo nombró V Arzobispo Metropolitano de la Arquidiócesis de Brasilia.  Se instaló allí el 12 de diciembre.
Dentro de la Conferencia Episcopal Brasileña es miembro del Consejo Permanente y de la Comisión Episcopal de Cultura y Educación.   En noviembre de 2019 fue elegido miembro de la junta de obispos consultivos que guían el trabajo del CELAM.
El 21 de enero de 2020 fue nombrado miembro de la Pontificia Comisión para América Latina ad quinquennium.

## Cardenalato

### Proclamación
Fue creado cardenal por el papa Francisco en el Consistorio celebrado el 27 de agosto de 2022, asignándole el Título de los Santos Bonifacio y Alejo.

### Curia romana
El 7 de octubre de 2022 fue nombrado miembro del Dicasterio para la Promoción de la Unidad de los Cristianos y de la Pontificia Comisión para América Latina.